# Amata (błogosławiona)
Amata – włoska błogosławiona Kościoła katolickiego.
Amata była mniszką klasztoru św. Sykstusa; wraz z Cecylią Cesarini złożyła śluby w obecnosci św. Dominika. W 1223 lub na początku 1224 roku papież Honoriusz III wysłał Cecylię Cesarini, wraz z trzema innymi siostrami do dominikańskiego klasztoru św. Agnieszki w Bolonii, założonego przez Dianę Andalo (siostrę Loderigo d’Andalo) i Jordana z Saksonii. Celem wyjazdu siostry Cecylii do Bolonii było stworzenie nowego zgromadzenia dla młodych sióstr, którego reguła opierałaby się na wskazaniach św. Dominika. Wśród tych trzech mniszek prawdopodobnie była, obok siostry Konstancji i Teodory, właśnie Amata.
W 1510 roku, w klasztorze w Bolonii odnaleziono grób trzech mniszek. Dwa pierwsze szkielety zostały zidentyfikowane i przypisane Cecylli Cesarini i Dianie Andalo. Trzeci szkielet, dopiero w 1584 roku za sprawą pracy Galvano Fiammy pt. Chronica parva Ordinis predicatorum, został zidentyfikowany jako szczątki prawdopodobnie błogosławionej Amaty.
Beatyfikowano ją wraz z Cecylią Cesarini i Dianą Andalo, poprzez zatwierdzenie kultu, 24 grudnia 1891 roku przez papieża Leona XIII.
W zgromadzeniu dominikańskim wspomnienie błogosławionej Amaty obchodzone jest 8 czerwca, natomiast w kalendarzu liturgicznym archidiecezji bolońskiej przypada ono na dzień 10 czerwca.